# ویلیام گریفیتس (ورزشکار)
ویلیام گریفیتس (انگلیسی: William Griffiths; ۲۶ ژوئن ۱۹۲۲ – ۲۷ اکتبر ۲۰۱۰) بازیکن هاکی روی چمن اهل بریتانیا بود.